# His Fatal Move
Pour plus de détails, voir Fiche technique et Distribution.
His Fatal Move est un film américain réalisé par Reggie Morris, sorti en 1917.

## Fiche technique
- Titre original : His Fatal Move
- Réalisation : Reggie Morris
- Photographie : Perry Evenvold
- Production : Mack Sennett
- Société de production : Keystone
- Société de distribution : Keystone
- Pays d’origine :  États-Unis
- Langue originale : anglais
- Format : noir et blanc — 35 mm — 1,37:1 — Film muet
- Genre : Comédie
- Durée : une bobine - 300 m
- Date de sortie :
  - États-Unis :22 juillet 1917
- Licence : domaine public

## Distribution
- Raymond Griffith : le mari
- Elinor Field : la femme
- Clarence Lyndon : l'oncle
- Lloyd Bacon : le commerçant italien
- Marianne De La Torre : la femme du commerçant